# Великобучківська волость
Великобучківська волость — адміністративно-територіальна одиниця Костянтиноградського повіту Полтавської губернії з центром у селі Великі Бучки.
Старшинами волості були:
- 1900 року Семен Іванович Бондаренко[1];
- 1904 року Юхим Шарафан[2];
- 1913 року Тарас Онуфрійович Маслаков[3];
- 1915 року Єнисей Лукич Бубирь[4].